# فؤاد العميسي
فؤاد العميسي (4 أغسطس 1987) هو لاعب كرة قدم يمني دولي من مواليد السعودية ، يجيد اللعب في مركز الوسط.
لعب سابقاً مع أندية شعب صنعاء و أهلي صنعاء و الطائي و النهضة و الشرق في السعودية .